# Olympische Sommerspiele 1996/Leichtathletik – Hochsprung (Männer)

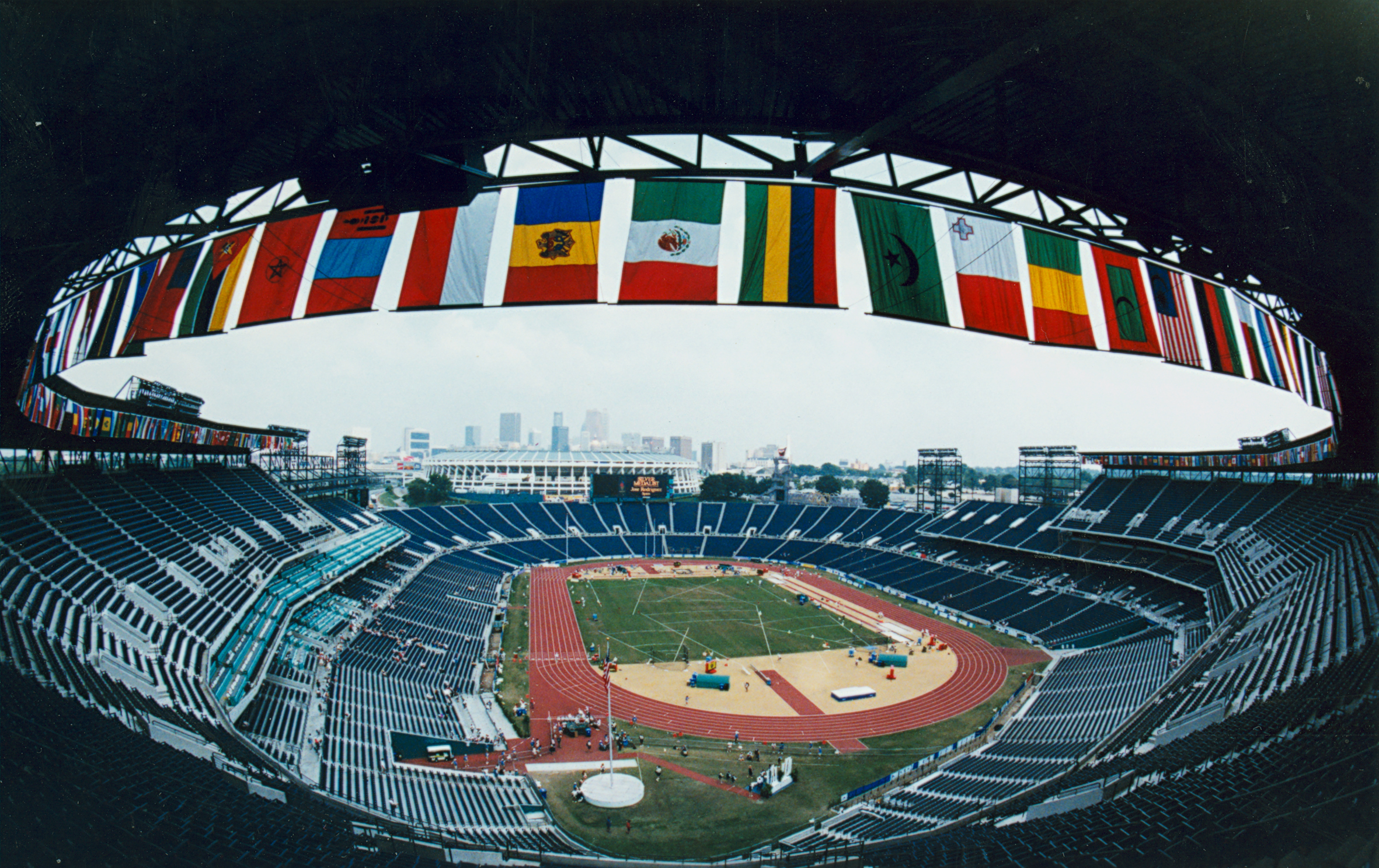
Das Centennial Olympic Stadium von Atlanta im Jahr 1996

Der Hochsprung der Männer bei den Olympischen Spielen 1996 in Atlanta wurde am 26. und 28. Juli 1996 im Centennial Olympic Stadium ausgetragen. 37 Athleten nahmen teil.
Olympiasieger wurde der USA Charles Austin. Er gewann vor dem Polen Artur Partyka und Steve Smith aus Großbritannien.
Für Deutschland startete Wolfgang Kreißig, der sich für das Finale qualifizieren konnte und dort Rang neun belegte.

Athleten aus der Schweiz, Österreich und Liechtenstein nahmen nicht teil.

## Aktuelle Titelträger
| Olympiasieger 1992                      | Javier Sotomayor ( Kuba)        | 2,34 m | Barcelona 1992       |
| Weltmeister 1995                        | Troy Kemp ( Bahamas)            | 2,37 m | Göteborg 1995        |
| Europameister 1994                      | Steinar Hoen ( Norwegen)        | 2,35 m | Helsinki 1994        |
| Panamerikanischer Meister 1995          | Javier Sotomayor ( Kuba)        | 2,40 m | Mar del Plata 1995   |
| Zentralamerika und Karibik-Meister 1995 | Marino Drake ( Kuba)            | 2,21 m | Guatemala-Stadt 1995 |
| Südamerika-Meister 1995                 | Gilmar Mayo ( Kolumbien)        | 2,25 m | Manaus 1995          |
| Asienmeister 1995                       | Lee Jin-taek ( Südkorea)        | 2,26 m | Jakarta 1995         |
| Afrikameister 1996                      | Khemraj Naïko ( Mauritius)      | 2,16 m | Yaoundé 1996         |
| Ozeanienmeister 1994                    | Michael Sharapoff ( Neuseeland) | 2,05 m | Auckland 1994        |

## Bestehende Rekorde
| Weltrekord         | 2,45 m | Javier Sotomayor ( Kuba)           | Salamanca, Spanien        | 27. Juli 1993      |
| Olympischer Rekord | 2,38 m | Hennadij Awdjejenko ( Sowjetunion) | Finale OS Seoul, Südkorea | 25. September 1988 |

## Legende
Kurze Übersicht zur Bedeutung der Symbolik – so üblicherweise auch in sonstigen Veröffentlichungen verwendet:
| – | verzichtet   |
| o | übersprungen |
| x | ungültig     |

Anmerkungen zu zwei Angaben:
- Zeiten: Ortszeit Atlanta (UTC−5)
- Weiten: in Metern (m) angegeben

## Qualifikation
26. Juli 1996, ab 9:00 Uhr
Für die Qualifikation wurden die Athleten in zwei Gruppen gelost. Die Qualifikationshöhe für den direkten Finaleinzug betrug 2,28 m und wurde von vierzehn Springern bewältigt (hellblau unterlegt). Damit war die Mindestanzahl von zwölf Finalteilnehmern übertroffen und es müsste nicht weiter aufgefüllt werden.

### Gruppe A
| Platz | Name                  | Nation                  | 2,10 m | 2,15 m | 2,20 m | 2,24 m | 2,26 m | 2,28 m | Höhe   |
| ----- | --------------------- | ----------------------- | ------ | ------ | ------ | ------ | ------ | ------ | ------ |
| 1     | Charles Austin        | USA                     | –      | –      | o      | –      | o      | o      | 2,28 m |
| 2     | Steinar Hoen          | Norwegen                | –      | o      | o      | o      | xxo    | o      | 2,28 m |
| 3     | Troy Kemp             | Bahamas                 | –      | o      | –      | o      | o      | xo     | 2,28 m |
| 3     | Jarosław Kotewicz     | Polen                   | –      | o      | –      | o      | o      | xo     | 2,28 m |
| 3     | Lambros Papakostas    | Griechenland            | –      | –      | o      | o      | o      | xo     | 2,28 m |
| 6     | Lee Jin-taek          | Südkorea                | –      | o      | xo     | o      | o      | xo     | 2,28 m |
| 7     | Steve Smith           | Großbritannien          | –      | o      | –      | xo     | xo     | xo     | 2,28 m |
| 8     | Tomáš Janků           | Tschechien              | o      | o      | o      | o      | xo     | xxo    | 2,28 m |
| 8     | Przemysław Radkiewicz | Polen                   | –      | o      | o      | xo     | o      | xxo    | 2,28 m |
| 10    | Charles Lefrançois    | Kanada                  | –      | o      | o      | o      | o      | xxx    | 2,26 m |
| 11    | Mark Mandy            | Irland                  | o      | o      | o      | xxx    |        |        | 2,20 m |
| 12    | Julio Luciano         | Dominikanische Republik | o      | xo     | xo     | xxx    |        |        | 2,20 m |
| 13    | Cameron Wright        | USA                     | o      | o      | xxo    | xxx    |        |        | 2,20 m |
| 14    | Chris Anderson        | Australien              | o      | o      | xxx    |        |        |        | 2,15 m |
| 14    | Tomohiro Nomura       | Japan                   | o      | o      | xxx    |        |        |        | 2,15 m |
| 14    | Stevan Zorić          | BR Jugoslawien          | –      | o      | xxx    |        |        |        | 2,15 m |
| 17    | Kim Tae-hoi           | Südkorea                | xo     | xxo    | xxx    |        |        |        | 2,15 m |
| NM    | Hugo Muñoz            | Peru                    | xxx    | –      | xxx    |        |        |        | ogV    |
| NM    | Yew Tong Wong         | Singapur                | xxx    | –      | xxx    |        |        |        | ogV    |

### Gruppe B
| Platz | Name                     | Nation         | 2,10 m | 2,15 m | 2,20 m | 2,24 m | 2,26 m | 2,28 m | Höhe     |
| ----- | ------------------------ | -------------- | ------ | ------ | ------ | ------ | ------ | ------ | -------- |
| 1     | Tim Forsyth              | Australien     | –      | –      | o      | o      | o      | o      | 2,28 m   |
| 1     | Artur Partyka            | Polen          | –      | –      | o      | –      | o      | o      | 2,28 m   |
| 1     | Dragutin Topić           | BR Jugoslawien | –      | –      | o      | o      | o      | o      | 2,28 m   |
| 4     | Javier Sotomayor         | Kuba           | –      | –      | o      | –      | xo     | xo     | 2,28 m   |
| 5     | Wolfgang Kreißig         | Deutschland    | –      | o      | xo     | xo     | o      | xo     | 2,28 m   |
| 6     | Wjatscheslaw Tyrtyschnik | Ukraine        | o      | o      | o      | xo     | o      | xxx    | 2,26 m   |
| 7     | Konstantin Matusevich    | Israel         | o      | o      | o      | xo     | o      | xxx    | 2,26 m   |
| 8     | Arturo Ortiz             | Spanien        | –      | o      | o      | xo     | xo     | xxx    | 2,26 m   |
| 9     | Dalton Grant             | Großbritannien | o      | o      | xo     | xo     | xo     | xxx    | 2,26 m   |
| 10    | Ian Thompson             | Bahamas        | –      | o      | –      | xo     | xxo    | xxx    | 2,26 m\| |
| 11    | Gilmar Mayo              | Kolumbien      | –      | o      | xo     | xo     | xxo    | xxx    | 2,26 m   |
| 12    | Marko Turban             | Estland        | –      | xo     | o      | o      | xxx    |        | 2,24 m   |
| 13    | Khemraj Naïko            | Mauritius      | o      | o      | xo     | xxx    |        |        | 2,20 m   |
| 14    | Loo Kum Zee              | Malaysia       | xo     | o      | xxx    |        |        |        | 2,15 m   |
| 15    | Edward Broxterman        | USA            | xxo    | o      | xxx    |        |        |        | 2,15 m   |
| 16    | Cho Hyun-wook            | Südkorea       | o      | xxx    |        |        |        |        | 2,10 m   |
| 17    | Fakhredin Fouad          | Jordanien      | xxo    | xxx    |        |        |        |        | 2,10 m   |
| NM    | Olivier Sanou            | Burkina Faso   | xxx    |        |        |        |        |        | ogV      |
| DNS   | Patrik Sjöberg           | Schweden       |        |        |        |        |        |        |          |

## Finale

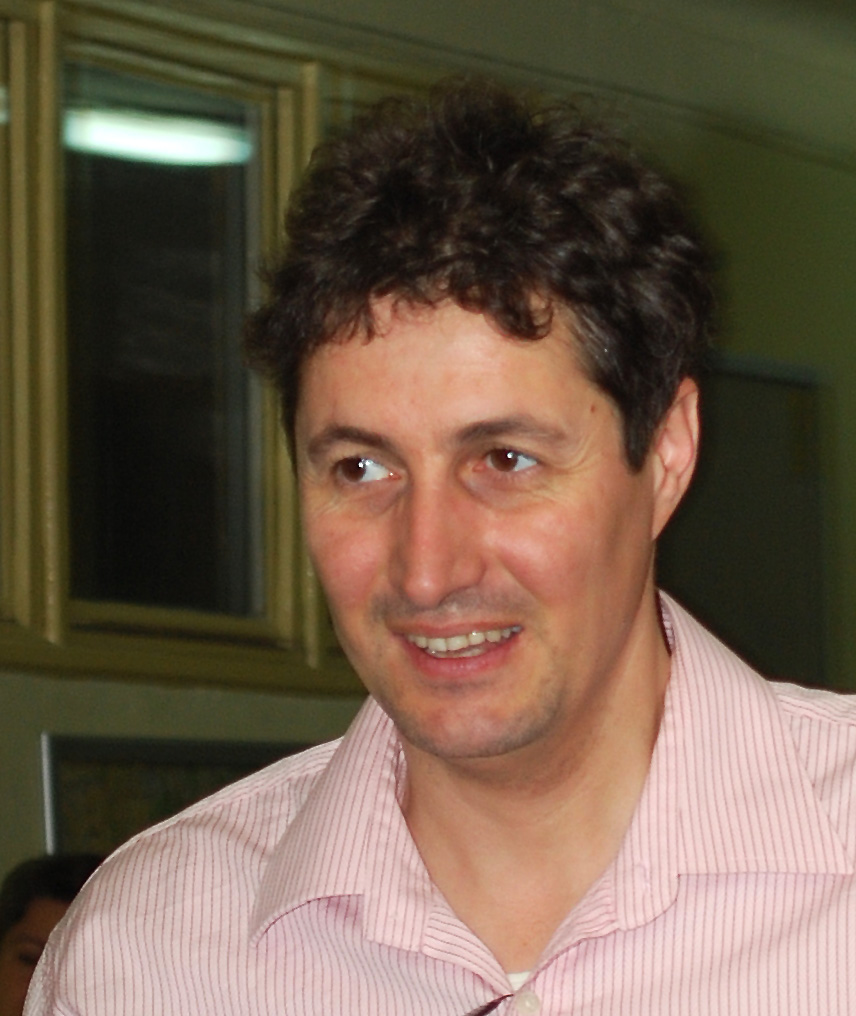
Silbermedaillengewinner Artur Partyka

28. Juli 1996, 18:00 Uhr
| Platz | Name                  | Nation         | 2,15 m | 2,20 m | 2,25 m | 2,29 m | 2,32 m | 2,35 m | 2,37 m | 2,39 m | 2,41 m | 2,46 m | Endresultat | Anmerkung |
| ----- | --------------------- | -------------- | ------ | ------ | ------ | ------ | ------ | ------ | ------ | ------ | ------ | ------ | ----------- | --------- |
| 1     | Charles Austin        | USA            | o      | –      | o      | –      | o      | o      | xx–    | o      | –      | xxx    | 2,39 m      | OR        |
| 2     | Artur Partyka         | Polen          | –      | o      | –      | o      | –      | o      | xo     | x– –   | xx     |        | 2,37 m      |           |
| 3     | Steve Smith           | Großbritannien | –      | –      | xo     | –      | o      | xo     | xx–    | x      |        |        | 2,35 m      |           |
| 4     | Dragutin Topić        | BR Jugoslawien | –      | o      | o      | o      | o      | xx–    | x      |        |        |        | 2,32 m      |           |
| 5     | Steinar Hoen          | Norwegen       | –      | o      | o      | xo     | o      | xx–    | x      |        |        |        | 2,32 m      |           |
| 6     | Lambros Papakostas    | Griechenland   | –      | o      | o      | o      | xo     | xx–    | x      |        |        |        | 2,32 m      |           |
| 7     | Tim Forsyth           | Australien     | –      | o      | o      | o      | xxo    | xx–    | x      |        |        |        | 2,32 m      |           |
| 8     | Lee Jin-taek          | Südkorea       | –      | xo     | o      | o      | xxx    |        |        |        |        |        | 2,29 m      |           |
| 9     | Wolfgang Kreißig      | Deutschland    | –      | xo     | xo     | o      | xxx    |        |        |        |        |        | 2,29 m      |           |
| 10    | Przemysław Radkiewicz | Polen          | –      | xo     | xo     | xo     | xxx    |        |        |        |        |        | 2,29 m      |           |
| 11    | Jarosław Kotewicz     | Polen          | o      | –      | o      | xxx    |        |        |        |        |        |        | 2,25 m      |           |
| 11    | Javier Sotomayor      | Kuba           | –      | –      | o      | –      | xxx    |        |        |        |        |        | 2,25 m      |           |
| 13    | Troy Kemp             | Bahamas        | –      | –      | xo     | –      | x– –   | xx     |        |        |        |        | 2,25 m      |           |
| 14    | Tomáš Janků           | Tschechien     | xo     | xo     | xo     | xxx    |        |        |        |        |        |        | 2,25 m      |           |

Vierzehn Athleten hatten sich für das Finale qualifizieren können, alle hatten die geforderte Qualifikationshöhe von 2,28 m übersprungen. Drei Polen trafen auf je einen Teilnehmer aus Australien, den Bahamas, Deutschland, Griechenland, Jugoslawien, Kuba, Norwegen Südkorea, Tschechien, den USA und Großbritannien.
Der Olympiasieger von 1992 und Weltrekordler Javier Sotomayor aus Kuba hatte sich zwar für das Finale qualifiziert, gehörte aber auf Grund einer Knöchelverletzung nicht zum Favoritenkreis. Die Medaillenanwärter waren der US-Amerikaner Charles Austin, der sich mit starken Sprüngen in der Olympiasaison gezeigt hatte, Weltmeister Troy Kemp, Bahamas, der polnische Vizeweltmeister und Vizeeuropameister Artur Partyka, der WM-Fünfte und Europameister Steinar Hoen aus Norwegen sowie der Brite Steve Smith, wie Partyka Vizeeuropameister, außerdem WM-Vierter 1994 und WM-Dritter 1993.
Sieben Springer waren nach der Höhe von 2,32 m noch im Rennen. An den anschließend aufgelegten 2,35 m scheiterten weitere vier Teilnehmer. Die verbliebenen Springer Partyka, Smith und Austin, machten nun die Medaillen unter sich aus. Partyka bewältigte die folgenden 2,37 m im zweiten Versuch. Austin und Smith nahmen nach zwei Fehlversuchen ihren jeweils letzten Sprung auf die Höhe von 2,39 m mit. Austin schaffte sie und blieb weiter im Wettkampf, Smith riss die Latte und gewann somit Bronze. Partyka scheiterte einmal und jetzt war er es, der pokerte, indem er seine beiden verbliebenen Versuche mit in die nächste Höhe von 2,41 m nahm. Hier waren jedoch beide Sprünge nicht erfolgreich. Somit war Charles Austin mit übersprungenen 2,39 m Olympiasieger. Damit verbesserte er Javier Sotomayors olympischen Rekord um einen Zentimeter. An der neuen Weltrekordhöhe von 2,46 m scheiterte er dann dreimal. Artur Partyka gewann die Silbermedaille. Vierter wurde der Jugoslawe Dragutin Topić vor Steinar Hoen und Lambros Papakostas aus Griechenland.

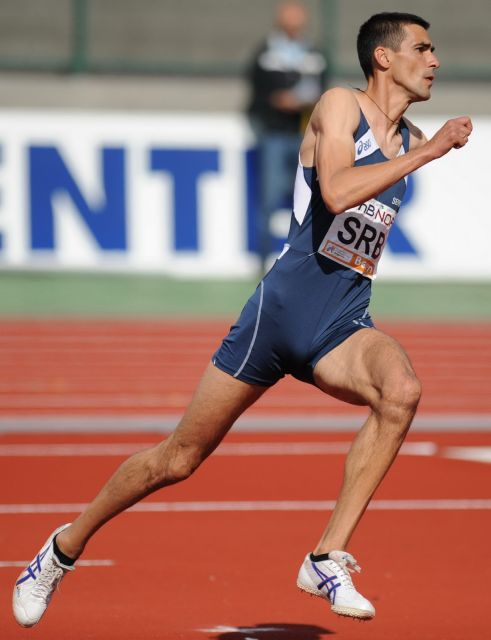
Dragutin Topić kam auf den vierten Platz
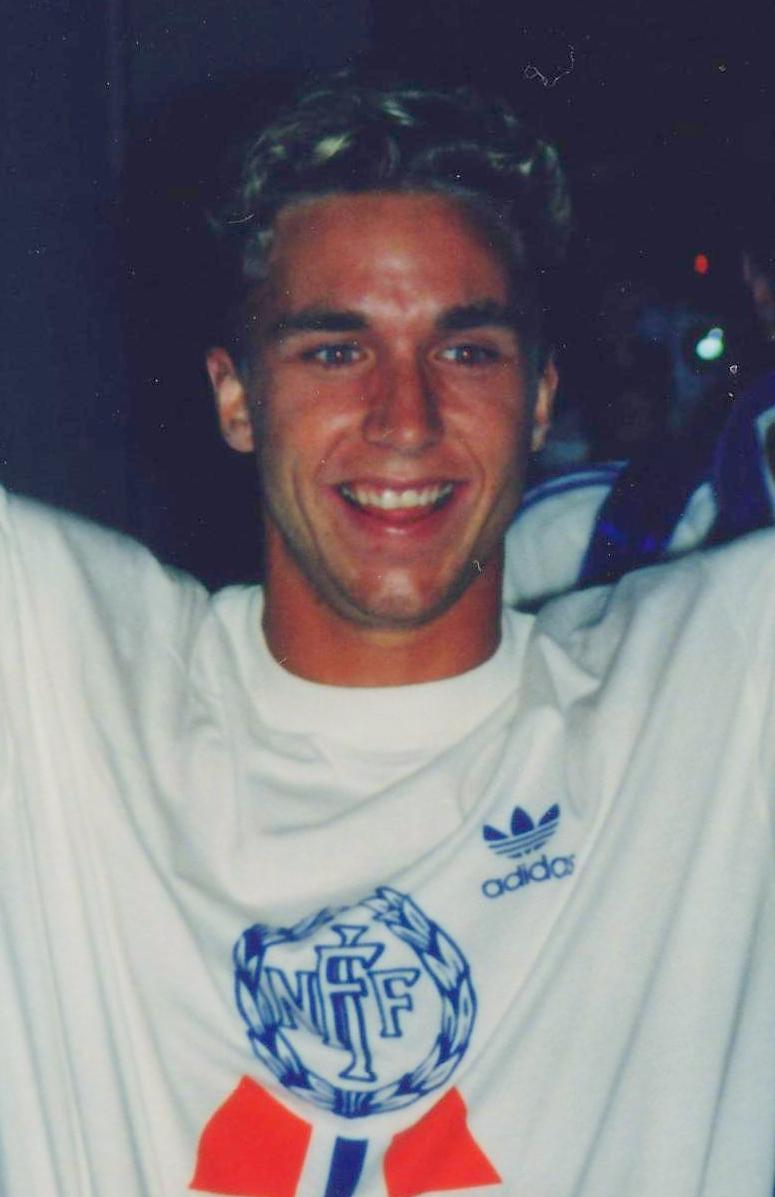
Der fünftplatzierte Steinar Hoen
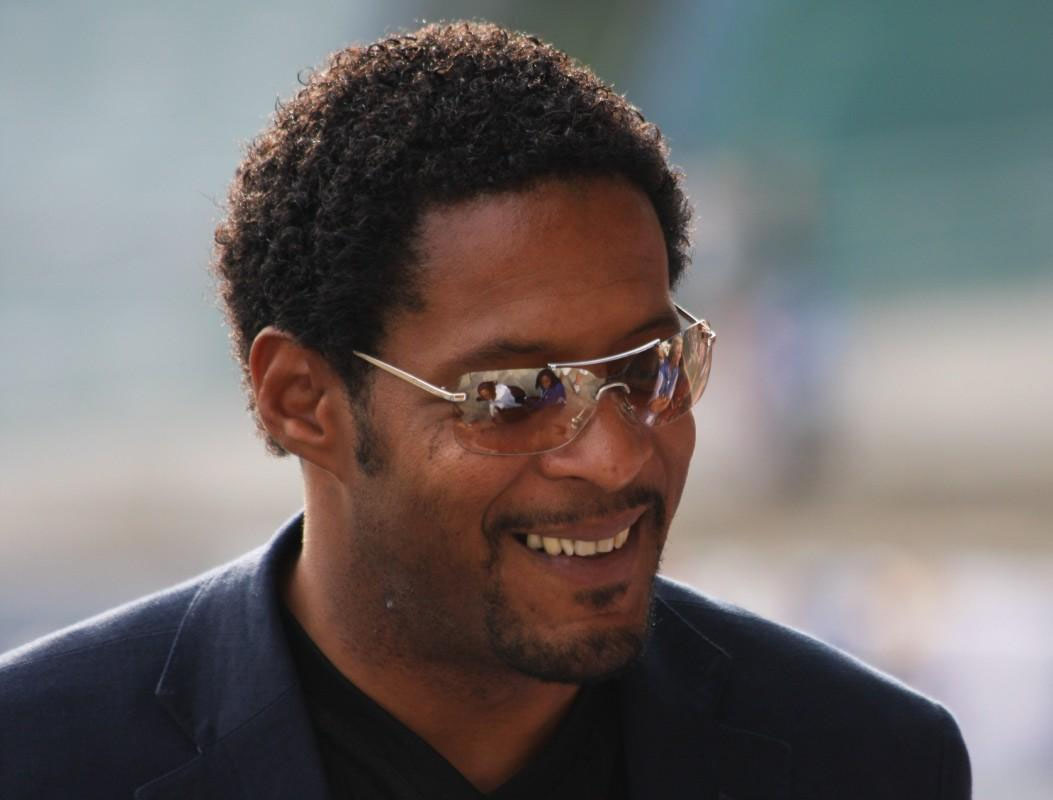
Javier Sotomayor (hier im Jahr 2009), 1992 Olympiasieger und Weltrekordinhaber musste mit dem geteilten elften Rang zufrieden sein

## Videolinks
- Men's High Jump Atlanta Olympics 28-07-1996, youtube.com, abgerufen am 7. Januar 2022
- Men's High Jump Atlanta Olympics 1996, youtube.com, abgerufen am 3. März 2018